# Boeing 747 Supertanker
Le 747 Supertanker est un modèle d'avion bombardier d'eau basé sur le Boeing 747 en service actif de 2009 a 2021. Il est par sa contenance le plus grand du monde. Il entre dans la catégorie créée dans les années 2000 par le service des forêts des États-Unis de Very Large Air Tanker (VLAT).

## Historique
Le 747 Supertanker a initialement été développé par Evergreen International Aviation, qui a équipé les deux premiers appareils. La propriété intellectuelle du système appartient désormais à Global SuperTanker Services, qui a également équipé le troisième appareil.
Le prototype était le Boeing 747-200 immatriculé N470EV, construit en 1974 et équipé d'un système de largage sous pression en acier avec un unique point de remplissage, palettisé afin de pouvoir être installé ou retiré facilement grâce à la porte cargo de nez et conserver ainsi la polyvalence de l'appareil. Certifié en 2006, il n'a cependant jamais été utilisé en opérations réelles.
Le deuxième appareil, le Boeing 747-100 N479EV, construit en 1970, a servi de 2009 à 2011 sur des feux de forêt d'importance. Il était doté d'un système de pressurisation et de largage en aluminium, plus léger, mais sans palettes et donc installé à demeure grâce à la porte cargo latérale. Ses premières opérations ont lieu en juillet 2009 lors de grands incendies de forêt dans la province de Cuenca en Espagne puis en Alaska Intérieur ; il est également intervenu entre autres sur l'incendie du Carmel de 2010 en Israël. Faute de contrat, il a été stocké en 2011. Le système de largage a alors été ôté de l’avion, mais lors de la faillite d’Evergreen fin 2013, il n’a pas été retrouvé.
À la suite de la liquidation d'Evergreen, le système de largage de l'ancien N470EV et la propriété intellectuelle ont été rachetés par Global SuperTanker Services, qui a également acquis le Boeing 747-400 N492EV : appartenant auparavant à Japan Airlines de 1991 à 2010, il avait été acheté par Evergreen en 2013. Repeint, équipé et immatriculé N744ST, il est basé sur l'aéroport de Colorado Springs (en) et a été présenté en public pour la première fois le 22 mars 2016 à Sacramento, au cours de la conférence Aerial Fire Fighting organisée sur l’aérodrome de McClellan, dont il a été la grande vedette.
Il est intervenu entre autres lors des feux de forêt de janvier et février 2017 au Chili. Les pompiers de l’aérodrome où il était stationné lors de cette opération ont utilisé un de leurs camions comme pompe et ont réussi à remplir les 75 000 litres d’eau en 13 minutes. Son efficacité lors de cet événement (pourcentage d'eau qui a effectivement atteint les zones touchées) est estimée à 13,61 %, le second plus faible taux des six types de bombardier d'eau utilisés. Le 25 juillet 2017, le 747-400 N744ST reçoit une autorisation temporaire du service des forêts des États-Unis pour lutter contre les incendies dans ce pays. Durant le mois d'octobre 2017 un 747 Supertanker, le N744ST aide les pompiers au sol durant l'incendie de Californie, en 2018, il est de nouveau utilisé contre la série d'incendie touchant cet État des États-Unis.
En avril 2021, Global Supertanker Services, en faillite, le met en vente. Il est reprit par National Airlines (N8) qui le transforme en avion cargo,,.

## Caractéristiques
Son équipage comporte deux pilotes et un opérateur du système de largage (DSO pour Drop System Operator) (au lieu du mécanicien naviguant des deux premiers 747). Sa contenance est de 74 200 litres d'eau ou de retardant et sa portée de 6 400 kilomètres. Il dispose en outre d'un système de vannes (et non de trappes) qui permet un largage en plusieurs fois à différents endroits. Son coût d'exploitation journalier est estimé à 250 000 dollars américains. Il est inefficace en attaque directe et cantonné à la pose de barrières de retardant ; de plus, il doit opérer avec l'aide d'un avion pointeur pour le guider.

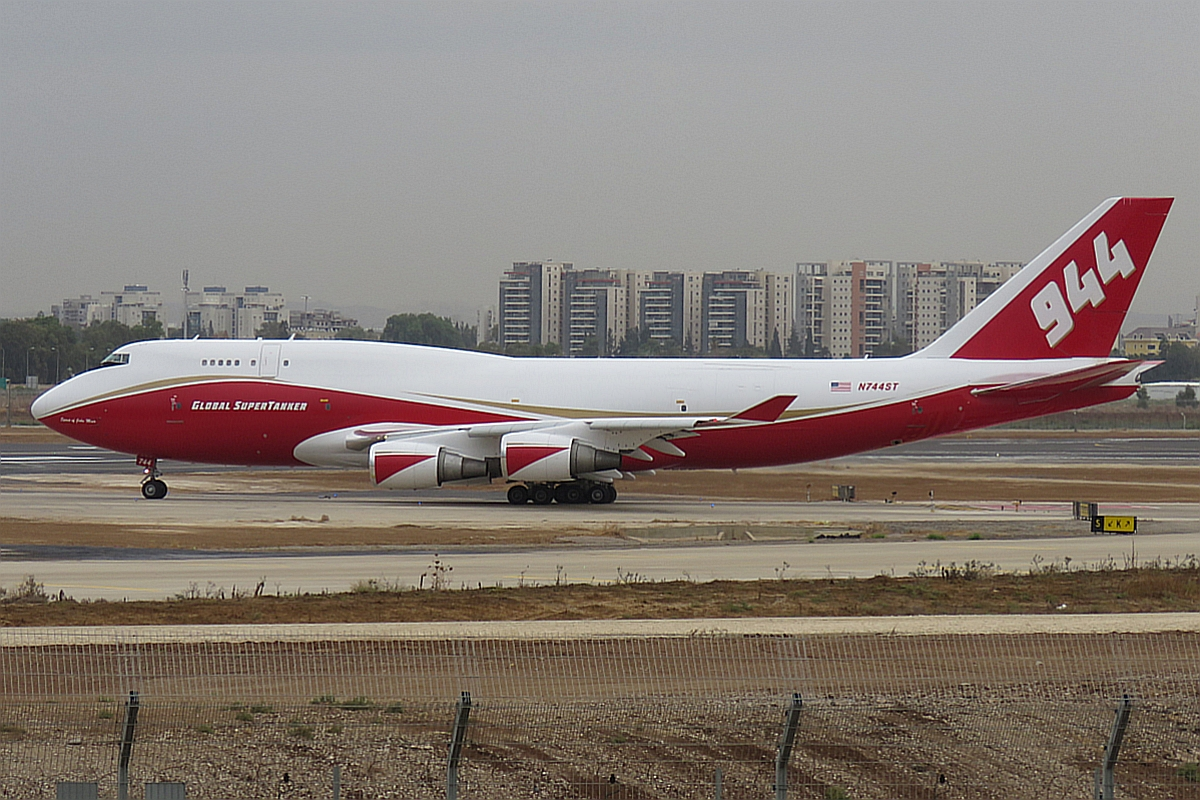
Le N744ST le 30 septembre 2016 en Israël.
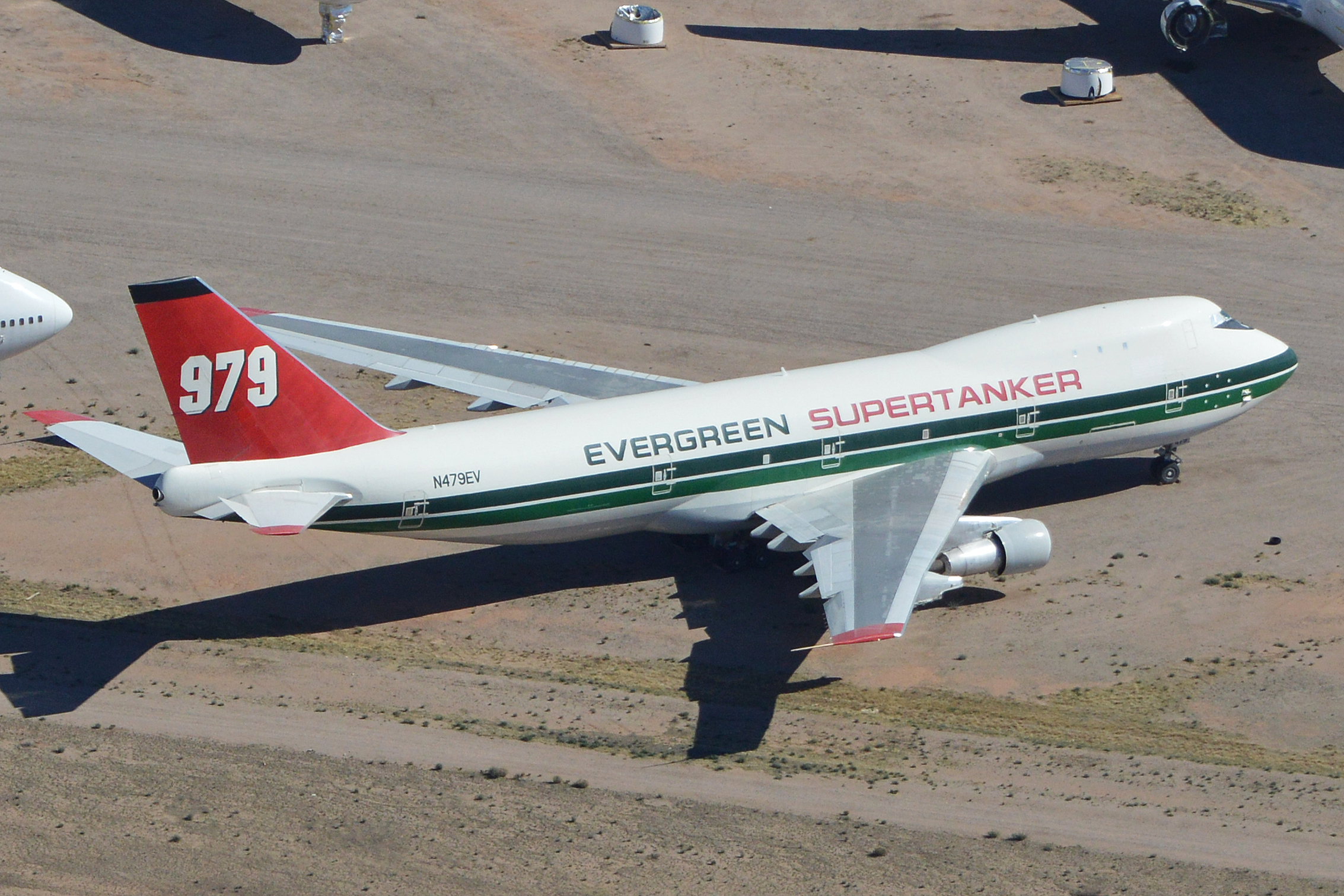
Le N479EV en 2014. Il est stocké au Pinal Airpark.
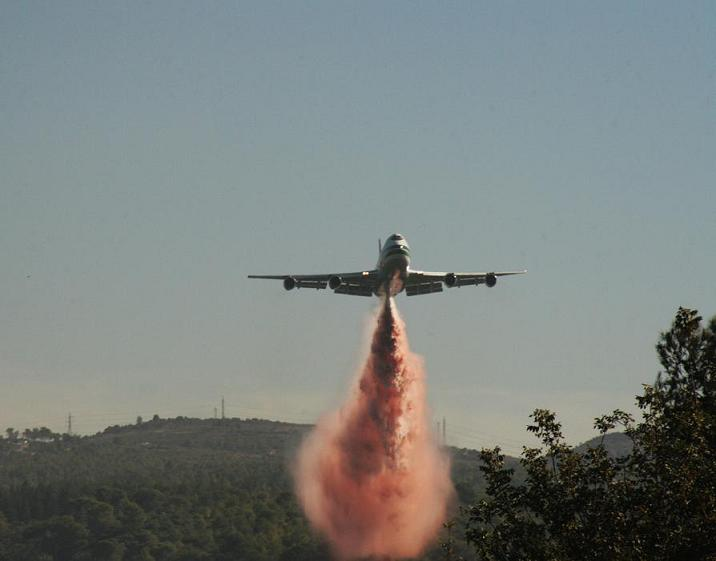
Le N479EV en action lors de l'incendie du Carmel de 2010.
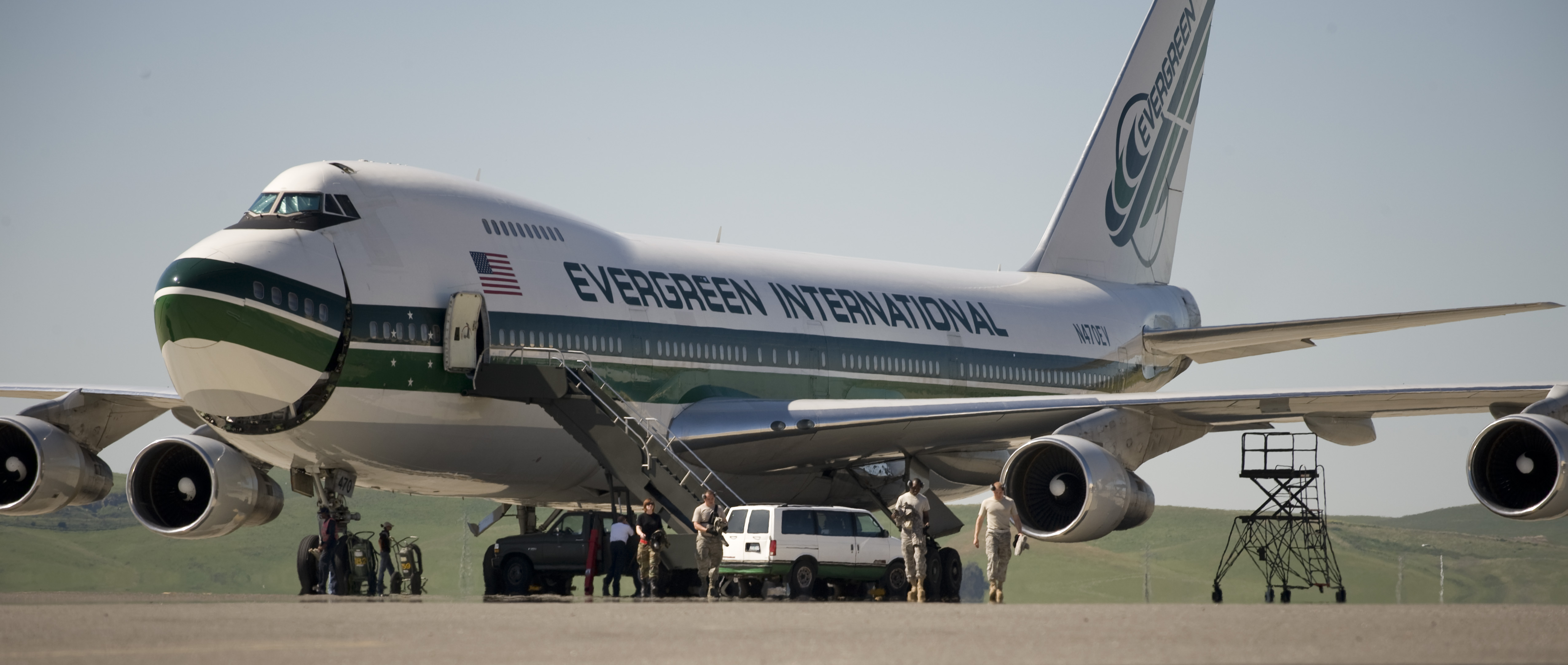
Le N470EV en 2009 sur la Travis Air Force Base.

## Avions similaires
- McDonnell Douglas DC-10 Air Tanker